# Kelsemaht
Kelsemaht /= rhubarb people/, pleme konfederacije Aht s Flores Islanda na Clayoquot Soundu pred zapadnom obalom otoka Vancouver u kanadskoj provinciji Britanska Kolumbija. Populacija im je 1909. iznosila 76 od preko 2.000 Kwakiutla. 
Godine 1951. Kelsemahti se miješaju s Ahousaht Indijancima čija je domovina bila zapadna obala otoka Vargas. Potomci im danas žive na Marktosis I.R. #15, na otoku Flores s Ahousahtima, pod kolektivnim nazivima Ahousaht. Glavno selo im je Yahksis.